# Дружноселля (Гатчинський район)
Дружноселля (рос. Дружноселье) — селище у Гатчинському районі Ленінградської області Російської Федерації.
Населення становить 1302 особи. Належить до муніципального утворення Сєверське міське поселення.

## Географія
Населений пункт розташований на південній околиці міста Санкт-Петербурга.

## Історія
Згідно із законом від 16 грудня 2004 року № 113—оз належить до муніципального утворення Сєверське міське поселення.

## Населення
| 2007 | 2010  | 2017  |
| ---- | ----- | ----- |
| 1337 | ↗1437 | ↘1302 |